# Kostel svatého Michala (Trogir)
Kostel svatého Michala v Trogiru (chorvatsky Crkva svetog Mihovila u Trogiru) je římskokatolický kostel při ženském klášteře benediktinek stejného zasvěcení. Nachází se ve Vukovarské ulici č. 15 v Trogiru, ve Splitsko-dalmatské župě v Chorvatsku. 

## Historie
Nevelký kostelík na okraji trogirského starého města je poněkud stranou hlavního zájmu turistů a patrná je z něj pouze dominantní štíhlá zvonice ze 16. století v ulici Hrvatskog Proljeća. Nachází se blízko trogirské středověké pevnosti Kamerlengo, který je na dohled. Jako součást historického středu města Trogir je kostel součástí světového dědictví UNESCO.
Vedle klášterů sv. Mikuláše a sv. Petra v Trogiru vznikl také ženský benediktinský klášter sv. Michala. Klášter se nacházel v západní části Trogiru, na předměstí Pasiky. 
Při spojeneckém bombardování v roce 1944 bylo zničeno asi třicet okolních domů včetně kláštera i kostela sv. Michala, z něhož přestála pouze zvonice ze 16. století s pozdně renesančními a gotickými motivy. Na zvonici je nápis, že v roce 1952 byl i přes odpor komunistické vlády obnoven Augustinem Bilićem a jeho synem.